# Gelmeroda
Gelmeroda ist ein Ortsteil von Weimar.

## Lage
Gelmeroda liegt südwestlich der Stadt Weimar und nördlich vor der Bundesautobahn 4 und deren Anschlussstelle Weimar. Der Ortsteil wird von der Bundesstraße 85 durchquert, die Anbindung an die Bundesautobahn 4 hat. Das Umland von Gelmeroda ist die Südgrenze des Thüringer Beckens und geht hier in das Vorhügelland zu den bewaldeten Anhöhen und Hängen um Buchfart und Troistedt über. Gelmeroda umfasst eine Fläche von 2,10 km².
Die Hochbehälter leisten einen wichtigen Beitrag bei der Trinkwasserversorgung Weimars und Umgebung.

## Geschichte
Am 18. Januar 1301 wurde der Ortsteil Gelmeroda erstmals urkundlich genannt.
Die Siedlungsstruktur des zunächst rein landwirtschaftlich geprägten Ortes änderte sich Anfang des 20. Jahrhunderts durch den Zuzug von Arbeitern der nahen Steinbrüche und Bauunternehmen. 1984 begann verstärkt der Bau von Eigenheimen; nach 1990 wurden umfangreiche Wohngebiete erschlossen. 1994 wurde Gelmeroda in die nahe Stadt Weimar eingemeindet. Ortsteilbürgermeisterin ist Veronika Majewski.

### Einwohnerentwicklung
- 31. Dezember 1993: 381
- 31. Dezember 2005: 422
- 31. Dezember 2008: 416
- 31. Dezember 2009: 406
- 31. Dezember 2010: 401
- 31. Dezember 2011: 415

## Sehenswürdigkeiten

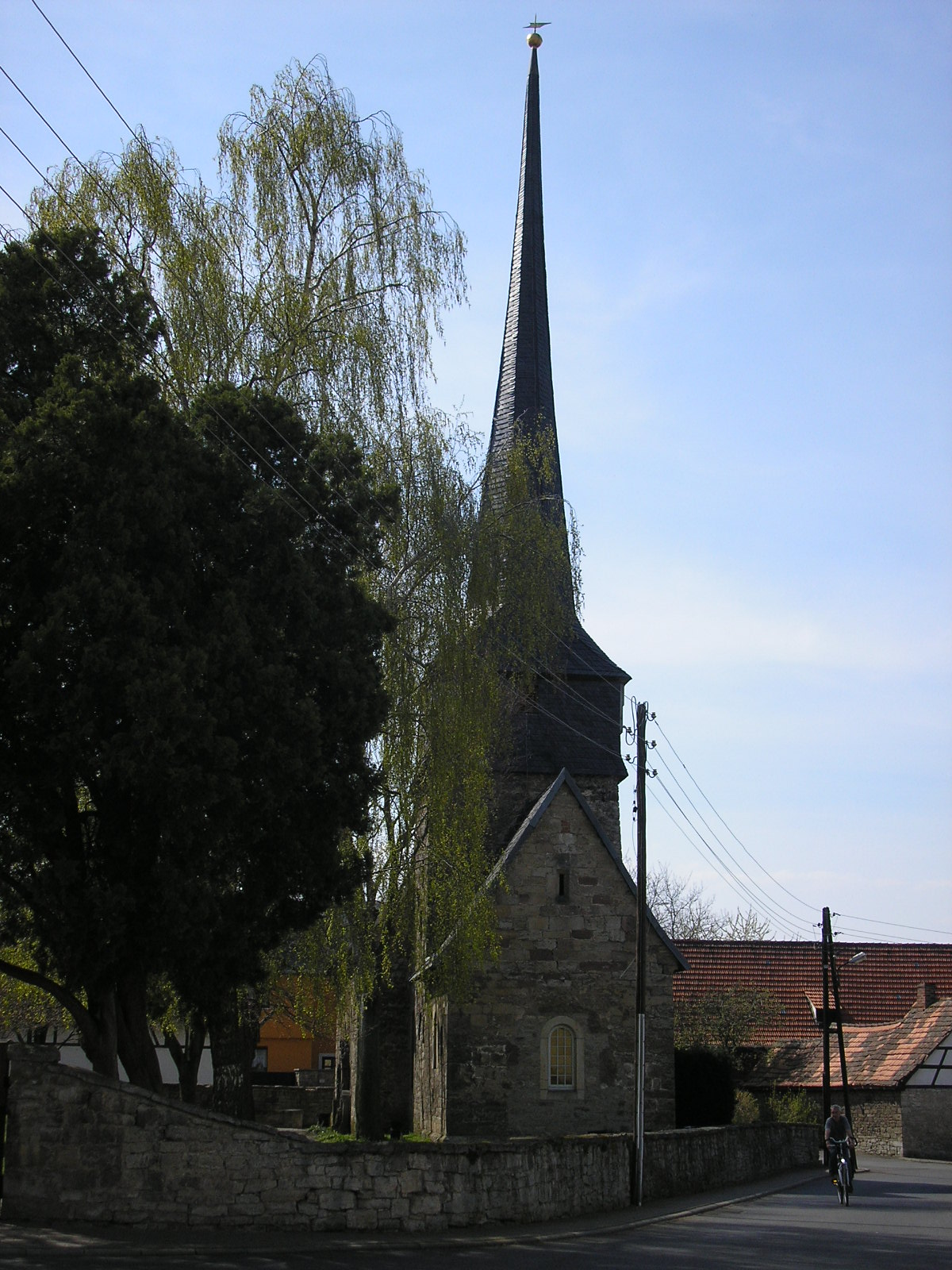
Dorfkirche

Die Dorfkirche Gelmeroda wurde zwischen 900 und 1100 erbaut. Dem Maler Lyonel Feininger diente sie ab 1906 als Vorlage zu zahlreichen Skizzen, Gemälden, Aquarellen und Holzschnitten im Stil des Kubismus. Seit 1994 ist sie eine von 48 deutschen Autobahnkirchen; seit 1999 ist sie Kern der Lichtskulptur Gelmeroda.
Für die Kulturdenkmale des Ortes siehe Liste der Kulturdenkmale in Gelmeroda.

## Gelmeroda in der Kunst
Der deutsch-amerikanische Maler Lyonel Feininger (1871–1956) ist auch berühmt geworden durch seine Bilder von Kirchen und Dorfkernen des Weimarer Umlandes. Aus der Zeit seiner Arbeits- und Studienaufenthalte zwischen 1906 und 1937 in Thüringen sind auch Bilder von Motiven aus Dörfern um Weimar entstanden. Feininger hat die Bilder meist nach den jeweiligen Ortschaften benannt und durchnummeriert. Für Gelmeroda sind dies:
- 1908: Karneval in Gelmeroda
- 1913: Gelmeroda I (Privatsammlung, New York)
- 1913: Gelmeroda II (Privatbesitz, New York)
- 1913: Gelmeroda III (National Galleries of Scotland, Edinburgh)
- 1915: Gelmeroda IV (Solomon R. Guggenheim Museum, New York)
- 1917: Gelmeroda VII (Leihgabe im Kunsthaus Zürich)
- 1921: Gelmeroda VIII (Whitney Museum of American Art, New York)
- 1922: Dorfteich in Gelmeroda (Städelsches Kunstinstitut, Frankfurt am Main)
- 1926: Gelmeroda IX (Museum Folkwang, Essen)
- 1928: Gelmeroda XI (Stiftung Weimarer Klassik, Weimar)
- 1929: Gelmeroda XII (Rhode Island School of Design Museum)
- 1936: Gelmeroda XIII (Metropolitan Museum of Art, George A. Hearn)

Im Jahr 1929 baute der Architekt Ernst Neufert ein zweigeschossiges Wohn- und Atelierhaus aus Holz im Ort.